# John Bland

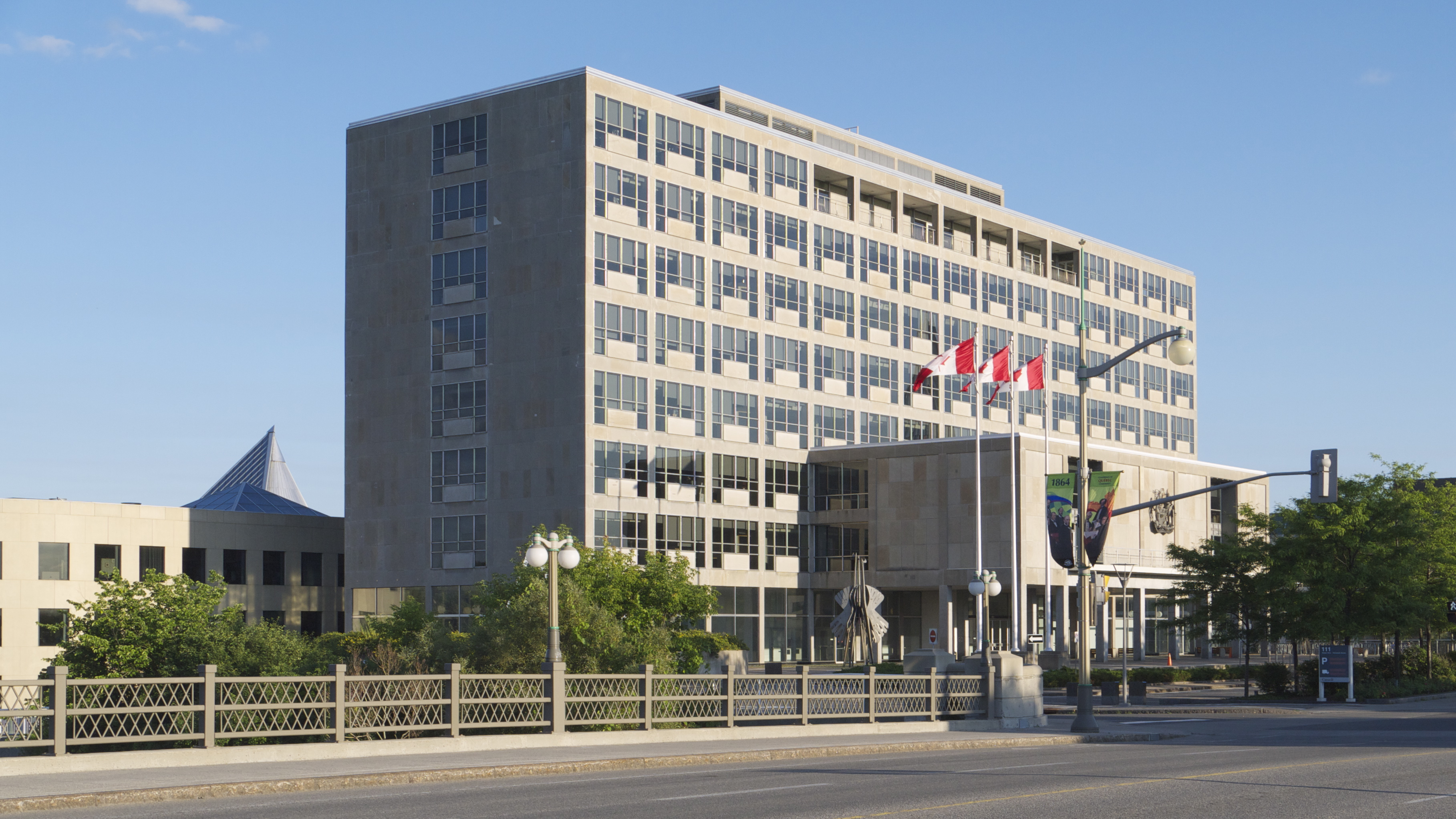
Antiguo Ayuntamiento de Ottawa, conocido como John G. Diefenbaker Building (1957-1959)

John Bland (Lachine, 13 de noviembre de 1911-Montreal, 26 de marzo de 2002) fue un arquitecto racionalista canadiense. 

## Trayectoria
Estudió en la Universidad McGill de Montreal, donde se tituló en 1933. Amplió sus estudios en la Architectural Association School of Architecture de Londres (1937). Trabajó un tiempo en el London County Council (Consejo Municipal de Londres), hasta que regresó a su país en 1939. Fue director de la Escuela de Arquitectura de la Universidad McGill entre 1941 y 1972, desde la que promovió una formación de corte bauhausiano.
Trabajó asociado a Vincent Rother y Charles Elliot Trudeau, y posteriormente a Roy LeMoyne, Anthony Shine, Gordon Edwards y Michel Lacroix. Entre sus obras destacan: el antiguo Ayuntamiento de Ottawa, conocido como John G. Diefenbaker Building (1957-1959); el conjunto de viviendas sociales Jeanne-Mance (1957); el plan urbanístico de Port-Cartier (1958-1959); la Escuela de Derecho de Quebec (1965-1967); la biblioteca de la Universidad Windsor (1970-1972); y la sala de conciertos Pollack de la Universidad McGill (1973).
Fue autor de varios libros y ensayos: England's Water Problem (1939, con Harold Spence-Sales), Housing and Community Planning (1944), University Housing in Canada (1966, con Norbert Schoenauer), Three Centuries of Architecture in Canada (1971, con Pierre Mayrand) y Saint-Anne-de-Bellevue, Heritage Town: An Architect's Perspective (2000).
En 1953 fue nombrado presidente de la Province of Quebec Association of Architects. Fue miembro del Royal Architectural Institute of Canada (RAIC) y de la Royal Canadian Academy of Arts. Recibió diversos honores: la Médaille du Mérite de la Province of Quebec Association of Architects (1971), la Medalla Massey del Ayuntamiento de Ottawa y el Heritage Canada Gabrielle-Léger Award en 1994.